# Kancléř (Polsko)

Velký znak Polsko-litevské unie

Kancléř (polsky kanclerz, [ˈkant͡slɛʂ], z latinského cancellarius) byl jeden z nejvyšších úředníků polského království. Úřad vznikl ve 12. století a trval až do konce Polsko-litevské unie roku 1795. Odpovídající úřad pak od 16. století existoval i ve Velkoknížectví litevském.  

## Historie
Moc kancléřů rostla s rostoucí důležitostí psaných dokumentů. Ve 14. století se úřad krakovského kancléře (kanclerz krakowski) změnil na úřad korunního kancléře (kanclerz koronny) a s postupně rostoucí mocí úřadu se jeho nositel stal odpovědným za zahraniční politiku celého království (a později celé unie). Dále byl kancléř odpovědný za legalitu králových úředních úkonů a řídil kancléřství (kancelaria). 
Od 15. století existovaly dva různé kancléřské úřady, které si nebyly vzájemně podřízeny: velký kancléř (kanclerz wielki koronny) a podkancléř (podkanclerz). Polsko-litevská unie měla kancléře čtyři. Byli to velký kancléř koruny, velký kancléř litevský, podkancléř koruny a podkancléř litevský.